# Ligne S4 du service ferroviaire suburbain de Milan
Pour les articles homonymes, voir S4.
La ligne S4 du service ferroviaire suburbain de Milan, nommée Ligne S4, est une ligne du service ferroviaire suburbain de Milan qui converge sur le centre de Milan, de la Camnago-Lentate à celle de Milan-Rogoredo.

## Histoire
L'exploitation de la ligne S4, dans le cadre du Service ferroviaire suburbain de Milan, est mise en service le 12 décembre 2004. Elle est prolongée de Seveso à Camnago-Lentate le 19 février 2006.

## Liste des gares
|  |  |   |  |  | Gare                      | Zone | Communes           | Correspondances              |
|  |  | - |  |  | ------------------------- | ---- | ------------------ | ---------------------------- |
|  |  | • |  |  | Camnago-Lentate           |      | Lentate sul Seveso | / Régional R (LeNord)        |
|  |  | • |  |  | Seveso                    |      | Seveso             | / Régional R (LeNord)        |
|  |  | • |  |  | Cesano-Maderno            |      | Cesano Maderno     | / Régional R (LeNord)        |
|  |  | • |  |  | Bovisio-Masciago-Mombello |      | Bovisio-Masciago   | (S2)                         |
|  |  | • |  |  | Varedo                    |      | Varedo             | (S2)                         |
|  |  | • |  |  | Palazzolo-Milanese        |      | Paderno Dugnano    | (S2)                         |
|  |  | • |  |  | Paderno-Dugnano           |      | Paderno Dugnano    | (S2)                         |
|  |  | • |  |  | Cormano-Cusano-Milanino   |      | Cormano            | (S2)                         |
|  |  | • |  |  | Milan-Bruzzano            | U    | Milan              | (S2)                         |
|  |  | • |  |  | Milan-Affori              | U    | Milan              | / Trenord                    |
|  |  | • |  |  | Milan-Bovisa-Politecnico  | U    | Milan              | / Malpensa Express / Trenord |
|  |  | • |  |  | Milan-Domodossola         | U    | Milan              | / Trenord                    |
|  |  | • |  |  | Milan-Cadorna             | U    | Milan              | / Malpensa Express / Trenord |